# Sinophorus albotibialis
Sinophorus albotibialis är en stekelart som beskrevs av Sanborne 1986. Sinophorus albotibialis ingår i släktet Sinophorus och familjen brokparasitsteklar. Inga underarter finns listade i Catalogue of Life.